# Élodie Lussac
Élodie Lussac est une gymnaste française née le 7 mai 1979 à Sainte-Catherine-lès-Arras (Pas-de-Calais), médaillée d'or de l'Académie des sports. Première française à atteindre un niveau mondial, dans le début des années 1990, sa carrière est brusquement interrompue par une grave blessure au dos lors des championnats du monde de Dortmund en novembre 1994. Elle est aujourd'hui docteur en médecine, spécialisée en médecine générale, et titulaire d'un diplôme universitaire de pédiatrie. 

## Biographie
Élodie Lussac commence la gymnastique dès l'âge de cinq ans et intègre une filière de haut niveau dès l'âge de sept ans. Sa mère est ancienne juge international de gymnastique et son père est également professeur de gymnastique. À 15 ans, c'est de loin la meilleure gymnaste française.
En novembre 1994, Élodie Lussac se fracture les isthmes vertébraux à la veille du championnat mondial de Dortmund. Les entraîneurs maintiennent sa participation au championnat, aggravant sa blessure, qui lui vaudra sept mois d'alitement dans un corset. Refusant de retourner avec ses anciens entraîneurs, la fédération sportive fait le choix de maintenir les entraîneurs  et de ne plus autoriser Élodie Lussac à participer à d'autres compétitions sportives. N'ayant plus d'entraîneur, Élodie Lussac met un terme à sa carrière, à 15 ans, à la veille des Jeux olympiques d'été de 1996. Seize mois plus tard, son père décide de poursuivre la fédération sportive en justice. Il dénonce les heures d'entrainement imposés par ses anciens entraîneurs chinois naturalisés français, le manque de suivi médical et la déscolarisation selon le calendrier sportif.

## Palmarès

### Championnats de France
- -  Championne de France 1994 (titre partagé avec Laëtitia Bégué)
  -  Championne de France 1993
  -  Championne de France Juniors 1992
  -  Championne de France Espoirs 1991
  -  Championne de France Espoirs 1990
  -  Championne de France Espoirs 1989

### Championnats d'Europe Juniors
- Championnats d'Europe Juniors 1993 (Genève)

Élodie Lussac survole les Championnats d'Europe Juniors de 1993, en s'adjugeant 4 médailles d'or, en particulier devant Svetlana Khorkina (qui deviendra la gymnaste la plus titrée de l'histoire). La France produit des cartes téléphoniques à l'effigie d'Élodie Lussac pour commémorer cette performance inédite dans l'histoire de la gymnastique artistique féminine française. 
- -  Médaille d'or au concours général 1993
  -  Médaille d'or à la poutre 1993
  -  Médaille d'or aux barres asymétriques 1993
  -  Médaille d'or au sol 1993

- Championnats d'Europe par équipes Juniors 1992 (Arezzo) 
  -  Médaille de bronze au concours général par équipes 1992
  -  Médaille d'or aux barres asymétriques par équipes 1992
  -  Médaille de bronze à la poutre par équipes 1992
  -  Médaille de bronze au sol par équipes 1992

### Compétitions internationales
- - 4e au concours général de l'America Cup 1994
  -  Médaille d'or à la poutre aux Internationaux de France 1993
  -  Médaille d'or aux barres asymétriques aux Internationaux de France 1993
  -  Médaille d'or au concours général au Mémorial Blume (Barcelone) 1993
  -  Médaille d'argent au concours général de la Massilia Cup 1992
  -  Médaille d'or au concours général - Grenoble International 1992
  -  Médaille d'or aux barres asymétriques - Grenoble International 1992
  -  Médaille d'argent au saut - Grenoble International 1992
  -  Médaille d'or au concours général - Avignon International 1992
  -  Médaille d'argent au concours général de la Massilia Cup 1991
  -  Médaille d'or au concours général au Gymnix International Juniors 1991
  -  Médaille de bronze au concours général de la Massilia Cup 1990